# Franz Danzi
Franz Ignaz Danzi (15. května 1763 Schwetzingen – 13. dubna 1826 Karlsruhe) byl německý hudební skladatel, dirigent a violoncellista.

## Život
Franz Danzi byl synem italského violoncellisty Innocenze Danziho (kolem 1730 – 26. dubna 1798 Mnichov) Stejně jako jeho sestru Franzisku (Dorotheu) Lebrunovou-Danziovou, budoucí pěvkyni, ho vyučoval nejprve otec a poté Georg Joseph Vogler. Když se v roce 1778 kurfiřtská kapela přestěhovala do Mnichova, Franz Danzi zůstal v Mannheimu. Stal se členem orchestru a operním korepetitorem nového Dvorního a národního divadla. V roce 1780 zde měla premiéru jeho první opera Azakia. Již v roce 1781 odešel do Mnichova, kde v lednu 1784 podepsal smlouvu jako nástupce svého otce coby sólový hráč na violoncello. V roce 1790 se oženil se sopranistkou a hudební skladatelkou Marií Margarethou Marchandovou. V letech 1790 až 1796 pár velmi úspěšně hostoval v Lipsku, Praze, Benátkách a Florencii.
V roce 1796 se Franz Danzi vrátili do Mnichova a od roku 1798 zde působil jako zástupce kapelníka. Po smrti své manželky 11. června 1800 se na několik let stáhl z veřejné činnosti. V letech 1807 až 1812 byl dirigentem Královského dvorního divadla ve Stuttgartu. Působil také jako učitel skladby a inspektor dechové sekce v Uměleckém ústavu sirotčince (Karlsschule), založeném v roce 1811. Od roku 1812 až do své smrti byl Danzi dvorním dirigentem v Bádenské dvorní kapely v Karlsruhe.
Jako dirigent Danzi prosazoval Mozartovy opery a dílo svého přítele Carla Maria von Webera, kterého ovlivnil i kompozičně. Stylově vycházel z klasiky a tradice mannheimské školy a lze jej považovat za jednoho z průkopníků romantismu.

## Dílo
Danzi složil 16 oper, operet a singšpílů, 6 symfonií a řadu dalších orchestrálních i komorních skladeb. Existuje již řada nahrávek jeho děl.